# Stuck in a Moment You Can't Get Out Of
Stuck in a Moment You Can't Get Out Of је песма ирске рок групе U2 са албума All That You Can't Leave Behind. Објављена је 29. јануара 2001. године као други сингл са поменутом албума. Песма је достигла 52. место на Билборд хот 100 листи и доспела до 1. места у Канади, Ирској и Италији. Постоје два спота за песму, редитељи су Џозеф Кан и Кевин Годли.

## Особље
- Боно — вокал
- Еџ — гитара, вокал, клавир
- Адам Клејтон — бас-гитара
- Лари Мулен Џуниор — бубњеви
- Брајан Ино — синтесајзер
- Данијел Ланоа — гитара